# Ванблі (Південна Дакота)
Ванблі (англ. Wanblee) — переписна місцевість (CDP) в США, в окрузі Джексон штату Південна Дакота. Населення — 674 особи (2020).

## Географія
Ванблі розташоване за координатами 43°34′15″ пн. ш. 101°39′46″ зх. д. / 43.57083° пн. ш. 101.66278° зх. д. (43.570877, -101.662727).  За даними Бюро перепису населення США в 2010 році переписна місцевість мала площу 5,56 км², з яких 5,55 км² — суходіл та 0,02 км² — водойми.

## Демографія
Згідно з переписом 2010 року, у переписній місцевості мешкало 725 осіб у 137 домогосподарствах у складі 122 родин. Густота населення становила 130 осіб/км².  Було 153 помешкання (27/км²).
Расовий склад населення:
| - 94,5 % — корінних американців - 1,9 % — білих |

До двох чи більше рас належало 3,6 %. Частка іспаномовних становила 2,8 % від усіх жителів.
За віковим діапазоном населення розподілялося таким чином: 44,8 % — особи молодші 18 років, 51,3 % — особи у віці 18—64 років, 3,9 % — особи у віці 65 років та старші. Медіана віку мешканця становила 21,1 року. На 100 осіб жіночої статі у переписній місцевості припадало 93,3 чоловіків;  на 100 жінок у віці від 18 років та старших — 93,2 чоловіків також старших 18 років.
Середній дохід на одне домашнє господарство  становив 37 753 долари США (медіана — 41 875), а середній дохід на одну сім'ю — 43 137 доларів (медіана — 40 521). Медіана доходів становила 27 083 долари для чоловіків та 32 583 долари для жінок. За межею бідності перебувало 46,6 % осіб, у тому числі 58,5 % дітей у віці до 18 років та 30,4 % осіб у віці 65 років та старших.
Цивільне працевлаштоване населення становило 201 особа. Основні галузі зайнятості: освіта, охорона здоров'я та соціальна допомога — 50,2 %, будівництво — 12,4 %, публічна адміністрація — 11,4 %.